# 向田好美
向田 好美（むかいだ よしみ、1962年9月17日 - ）は、KRY山口放送の元アナウンサー。

## 過去の担当番組
- KRY テレビ夕刊（リポーター）
- KRYさわやかモーニング（キャスター 1992年3月30日-1994年4月1日）
- いきいきやまぐち455（司会 1994年4月4日-1995年3月31日）
- プラス1やまぐち（キャスター 1995年4月3日-2006年3月31日）
- Newsリアルタイムやまぐち（キャスター 2006年4月3日-2010年3月26日）
- スクープアップやまぐち（キャスター 2010年3月29日-2015年3月27日）